# Металлогения
Металлогени́я (от фр. Métallogénie, образован от лат. metallum — рудник (или греч. μέταλλο — металл и греч. γενητως — порождающий) — наука о закономерностях образования и размещения месторождений полезных ископаемых в пространстве и времени.
Изучает твёрдые (металлические и неметаллические) полезные ископаемые, но иногда включают нефть и газ. Cиноним минерагении.

## Описание
Металлогения — раздел учения о полезных ископаемых, характеризующий геологические закономерности формирования и размещения рудных месторождений в пространстве и времени. Она служит научной основой прогноза распространения и возможности обнаружения различных групп рудных месторождений. В современное понятие металлогения не включается изучение закономерностей размещения горючих полезных ископаемых, которые относят к минерагении.

## История
В 1892 году термин «металлогения» впервые использовал Луи де Лоне. Он определил её как исследование законов, управляющих распределением, ассоциацией и разделением элементов в верхней части земной коры.
Академик И. Ф. Григорьев был одним из организаторов металлогенических исследований в возглавляемой им Металлической секции Геолкома (с 1926 года).
Академик С. С. Смирнов стал лидером советской металлогенической школы, его работы продолжил Ю. А. Билибин
Учёные внёсшие основной вклад в изучение металлогении в СССР и России:
- Абдуллаев, Хабиб Мухаммедович
- Билибин, Юрий Александрович
- Коржинский, Дмитрий Сергеевич
- Магакьян, Иван Георгиевич
- Обручев, Владимир Афанасьевич
- Рундквист, Дмитрий Васильевич[7]
- Сатпаев, Каныш Имантаевич
- Смирнов, Владимир Иванович
- Смирнов, Сергей Сергеевич
- Шаталов, Евгений Трофимович
- Шило, Николай Алексеевич
- Щеглов, Алексей Дмитриевич
- Щербаков, Дмитрий Иванович — металлогения урана

### Конференции и совещания
В. И. Смирнов в разные годы организовал 11 всесоюзных металлогенических совещаний.
- 1960, Владивосток — Всесоюзная конференция по геологии и металлогении Тихоокеанского пояса[8]

## Разделы
Направления металлогении:
- Металлогения морского дна (абиссальных впадин, ложа океанов)
- Петрометаллогения
- Региональная металлогения — отраслевая или специальная
- Специальная металлогения (аналитическая)
- Теоретическая металлогения (общая металлогения, абстрактная)
- Экзогенная металлогения
- Эндогенная металлогения

А также:
- Классическая металлогения и Металлогения Авангардная
- Металлогения астроблем
- Металлогения блоковая (доменная)
- Металлогения вулкано-плутонических поясов
- Металлогения генетическая
- Металлогения геодинамических рядов
- Металлогения геосинкленалей (складчатых поясов)
- Металлогения изотопная
- Металлогения историческая
- Металлогения кор выветривания
- Металлогения описательная
- Металлогения прикладная
- Металлогения рифтов
- Металлогения сравнительная
- Металлогения тектоническая
- и другие.

По масштабам может быть: глобальна (планетарная), обзорная, мелко-, средне- и крупномасштабная (рудные районы).